# Koronograf

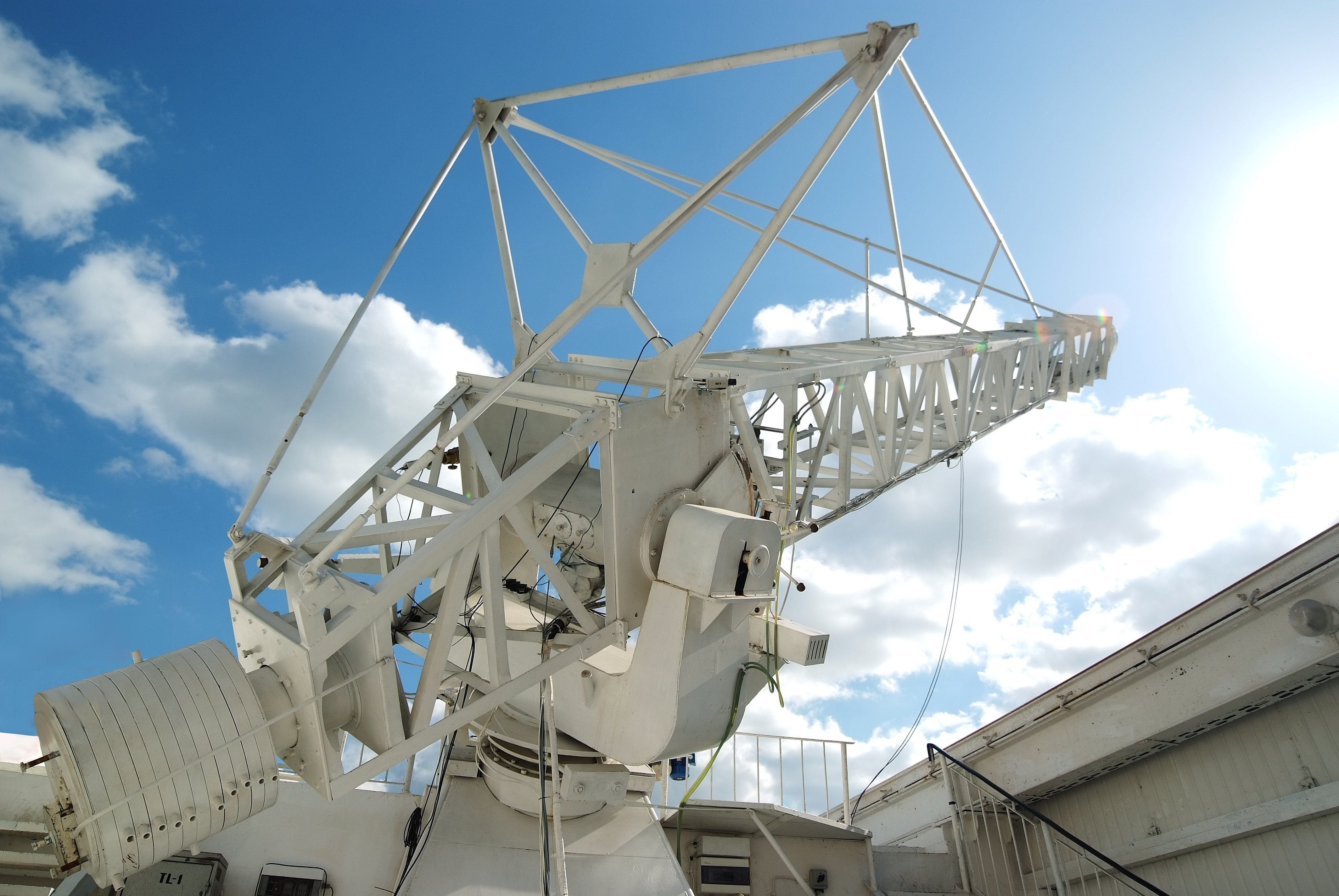
Koronograf należący do Instytutu Astronomicznego Uniwersytetu Wrocławskiego, znajdujący się w Obserwatorium Astronomicznym w Białkowie.

Koronograf – przyrząd astronomiczny służący do obserwacji korony słonecznej. Jest wyposażony w przesłonę odcinającą światło pochodzące z tarczy Słońca. Dzięki koronografowi możliwa jest obserwacja korony słonecznej niezależnie od momentów całkowitych zaćmień Słońca. Może on także służyć do obserwacji komet znajdujących się blisko Słońca.
Pierwszy koronograf został skonstruowany w 1930 roku przez Bernarda Lyota. Współcześnie przyrządy te są instalowane nie tylko w obserwatoriach naziemnych, ale też na pokładzie sztucznych satelitów i sond kosmicznych. Planowane jest użycie w przyszłości koronografów do bezpośredniej obserwacji planet pozasłonecznych.

## Koronografy w Polsce
W Polsce największy koronograf (średnica obiektywu 53 cm) znajduje się w miejscowości Białków w stacji obserwacyjnej Instytutu Astronomicznego Uniwersytetu Wrocławskiego. Schemat optyczny oraz założenia techniczne konstrukcji koronografu 53-cm opracowali G. H. Nikolsky i A. A. Sazanov, prototypowy instrument wykonano w 1966 roku. Obiektywem głównym jest pojedyncza soczewka o średnicy d = 53 cm i ogniskowej r = 8 m (dla 550 nm). Zastosowano pozaosiowy sztuczny Księżyc. Jest on płaskim, okrągłym metalowym zwierciadłem, którego środek krawędzi roboczej znajduje się dokładnie na osi optycznej teleskopu. Takie umieszczenie sztucznego Księżyca umożliwia prowadzenie obserwacji w warunkach minimalnych aberracji. Koronograf 53 cm przeznaczony jest do prowadzenia fotograficznych (obecnie rejestracja obrazów odbywa się z zastosowaniem kamer CCD) i spektralnych obserwacji struktur w dolnych warstwach atmosfery słonecznej, zarówno na tarczy jak i nad jej brzegiem, z dużą przestrzenną i czasową zdolnością rozdzielczą. Obserwacje prowadzi się w ognisku Coude znajdującym się w pomieszczeniu obserwacyjnym pod koronografem.